# Mysateles meridionalis
Mysateles meridionalis é uma espécie de roedor da família Capromyidae.
Endêmica de Cuba, onde é encontrada apenas na ilha da Juventude (Isle des Pines).